# It Happened in Sun Valley
It Happened in Sun Valley — песня, написанная в 1941 году Маком Гордоном на музыку Гарри Уоррена, записанная и исполненная Гленном Миллером и его оркестром для фильма «Серенада солнечной долины». Глен Миллер со своим оркестром выпустил песню в виде сингла на грампластинке под лейблом RCA Bluebird 78 rpm, B-11263-A в 1941 году в качестве музыкальной аранжировки фильма, которую также исполнил Гленн Миллер и его оркестр. На стороне «B» пластинки была композиция «The Kiss Polka», также являющаяся саундтреком из «Серенады солнечной долины».
Песня была «исполнена» персонажами сериала South Park, Стэном Маршем и Венди Тестабургер для третьего связанного с сериалом альбома, «Mr. Hankey's Christmas Classics».

## Чарты
Пластинка, записанная RCA Bluebird, B-11263-A Глена Миллера в вокальном исполнении Паулы Келли, Рэя Эберле, Тэкса Бэнеки и The Modernaires достигла 18 места в чартах Billboard 1941 года.